# The Joshua Tree
The Joshua Tree é o quinto álbum de estúdio da banda de rock irlandesa U2. Foi produzido por Daniel Lanois e Brian Eno, e foi lançado em 9 de março de 1987 pela Island Records. Em contraste com o ambiente de experimentação do lançamento de seu álbum de 1984, The Unforgettable Fire, o U2 destinou um som mais cru e pulsante em The Joshua Tree, dentro dos limites das estruturas estritas das músicas. O álbum é influenciado pela música americana e música irlandesa, e retrata os sentimentos conflitantes de amor e ódio dentro dos Estados Unidos, com letras socialmente e politicamente conscientes embelezadas com imagens espirituais.
Inspirados nas experiências da turnê americana, literatura, e políticas, a banda optou pela América como um tema para o registro. A gravação começou em janeiro de 1986 na Irlanda. A promover uma atmosfera descontraída e criativa, o grupo gravou em duas casas além de dois estúdios profissionais. Vários eventos durante as sessões ajudaram a moldar o tom consciente do álbum, incluindo a participação da banda na turnê A Conspiracy of Hope Tour, a morte de Greg Carroll e a viagem do vocalista Bono à América Central. A gravação foi concluída em novembro de 1986 e a produção adicional continuou em janeiro de 1987. Ao longo das sessões, a banda buscou uma qualidade "cinematográfica" para o registro que evocam um sentido de localização, em particular, os espaços abertos da América. Eles representavam-nos na capa, mostrando os integrantes da banda em paisagens do deserto americano.
O álbum foi aclamado pela crítica, chegou ao topo das paradas em mais de 20 países, e bateu inúmeros recordes. De acordo com a Rolling Stone, o álbum da banda aumentou a estatura "de heróis para superstars". Produziu os singles "With or Without You", "I Still Haven't Found What I'm Looking For" e "Where the Streets Have No Name". O álbum venceu o Grammy Award de "Álbum do Ano" e "Melhor Performance de Rock por um Duo ou Grupo com Vocais" em 1988. O grupo apoia o registro com o sucesso da The Joshua Tree Tour. Frequentemente citado como um dos maiores álbuns da história do rock, The Joshua Tree é um dos álbuns mais vendidos do mundo, com mais de 25 milhões de cópias vendidas. Em 2017, o U2 lançou uma edição de 30º aniversário em uma edição remasterizada do álbum.

## Antecedentes

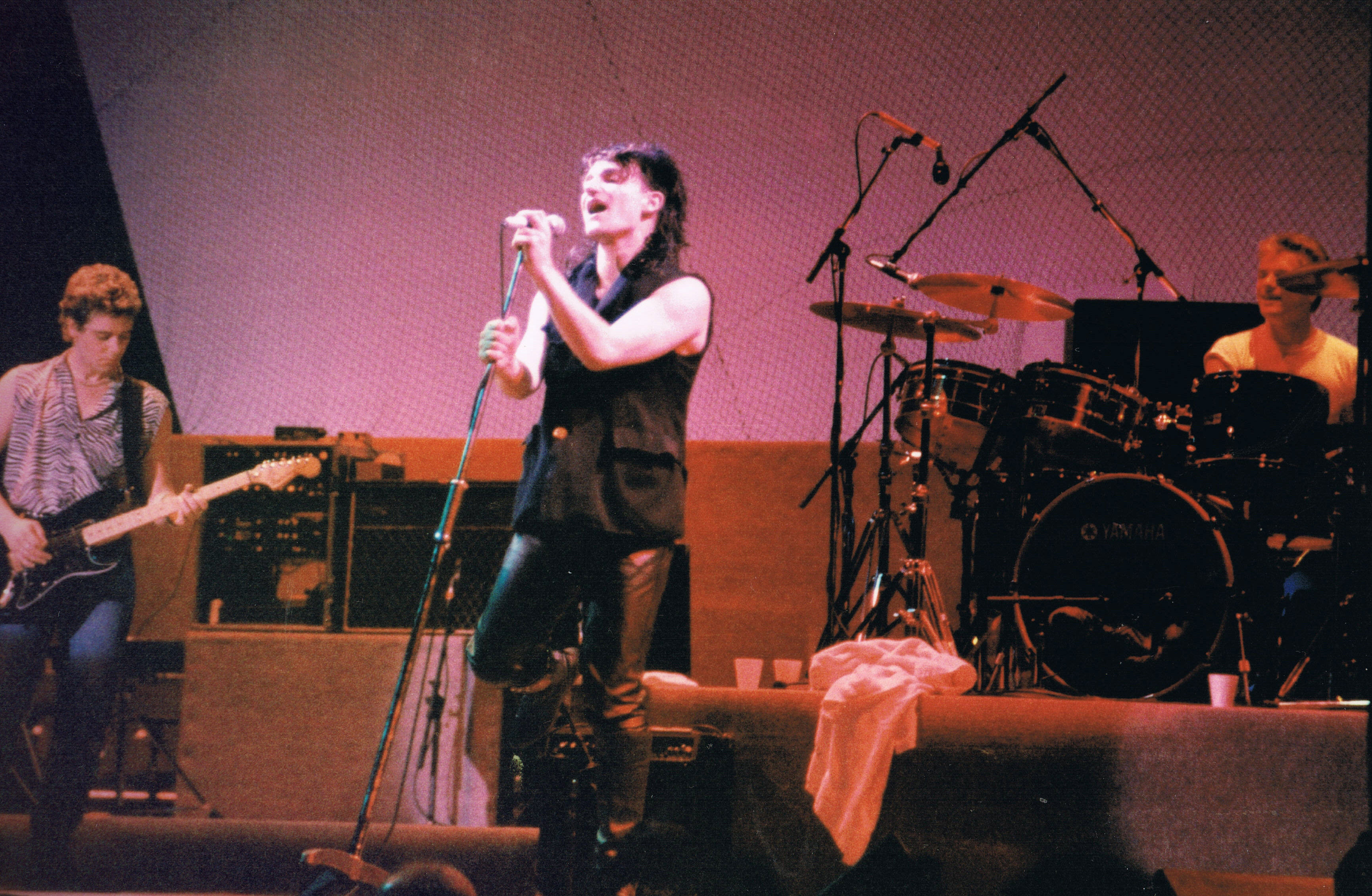
Ao fim da turnê The Unforgettable Fire Tour, o grupo iniciou a gravação do novo material que viria a se tornar o quinto álbum de estúdio

Antes de iniciar o processo de gravação, o U2 havia lançado quatro álbuns de estúdio e considerado uma banda de sucesso internacional — especialmente como um ato ao vivo, tendo participado de shows em todos os anos na década de 1980. A notoriedade do grupo e a expectativa do público para a criação de um novo álbum cresceu após o lançamento de The Unforgettable Fire (1984) juntamente com sua turnê de opoio; bem como sua participação no Live Aid (1985). A partir de então, começaram a compor novas canções em meados de 1985.
O empresário da época, Paul McGuinness, afirmou que The Joshua Tree originara-se de um "grande romance" da banda com os americanos, pois o grupo tinha percorrido o país por cinco meses por ano na primeira metade da década de 1980. Nos preparativos para as sessões do álbum, Bono estava lendo obras de escritores americanos como Norman Mailer, Flannery O'Connor e Raymond Carver, de modo a compreender nas palavras de Niall Stokes, "aqueles à margem da terra prometida, à margem do sonho americano." Depois de uma visita humanitária na Etiópia em 1985 com sua esposa Ali, Bono disse, "Mesmo ao passar um tempo na África e ver as pessoas nos vales da pobreza, eu ainda consegui ver um espírito muito forte nelas, uma riqueza de espírito que eu não vi quando cheguei em casa... Eu vi a criança mimada do mundo ocidental. Comecei a pensar, 'Eles podem ter um deserto físico, mas temos outros tipos de deserto'. E é isso que me atraiu para o deserto como um símbolo de algum tipo".
Em 1985, Bono participou do "Steven Van Zandt", álbum antiapartheid de vários artistas, do projeto Sun City, e passou um tempo com Keith Richards e Mick Jagger. Quando Richards e Jagger tocaram blues, Bono ficou envergonhado com sua falta de familiaridade com o gênero musical, já que a maioria do conhecimento musical do U2 começou com o punk rock na sua juventude, em meados da década de 1970. Bono percebeu, então, que o U2 "não tinha uma tradição", e ele se sentiu como se eles "viessem a partir do espaço sideral". Isso o inspirou a escrever com influências de blues na canção "Silver and Gold", que ele gravou com Richards e Ronnie Wood. Até aquele momento, a banda tinha sido insensível à música de raiz, mas depois de passar o tempo com The Waterboys e a banda irlandesa Hothouse Flowers, eles sentiram uma sensação de uma música folk irlandesa misturando-se com música folk americana. Amizades nascentes como Bob Dylan, Van Morrison e Richards encorajaram o grupo a olhar novamente para as raízes do rock e Bono focar em suas habilidades como compositor e letrista. Ele explicou, "Eu costumava pensar que a palavra escrita era antiquada, então eu desenhei. Escrevi palavras no microfone. Para "The Joshua Tree", senti que chegou o momento de escrever as palavras que queriam dizer alguma coisa, da minha experiência". Dylan comentou com Bono sobre a sua própria dívida com a música irlandesa, enquanto Bono demonstrava seu interesse em músicas tradicionais em seu dueto com a música celta e com o grupo folk Clannad na música "In A Lifetime".
A banda queria construir algo na textura de "The Unforgettable Fire", mas em contraste a esse registro, muitas vezes fora de foco da experimentação, eles buscaram um som mais forte na batida, dentro das limitações de estruturas mais rígidas da música. O grupo se refere a esta abordagem como trabalhar dentro de "cores primárias" do rock — guitarra, baixo e bateria. O guitarrista The Edge estava mais interessado na atmosfera europeia de "The Unforgettable Fire" e foi inicialmente relutante em seguir o exemplo de Bono, que, inspirado pela música de Dylan para "voltar", buscaram um som mais americano, um som blues. Apesar de não haver um consenso sobre a direção musical, os membros do grupo concordaram que eles sentiam-se desconectados do estilo synthpop e new wave do tempo, e eles queriam continuar a fazer músicas que contrastassem com esses gêneros musicais. No final de 1985, o U2 mudou-se para a casa do baterista Larry Mullen Jr., recém adquirida para trabalhar no material escrito durante as sessões de The Unforgettable Fire Tour. Isso incluía demos que evoluíram em "With or Without You", "Red Hill Mining Town", "Trip Through Your Wires" e uma canção chamada "Womanfish". The Edge recordou-o como um período difícil com um sentido de "ir para lugar nenhum", apesar de Bono ter criado a América como um tema para o álbum.

## Gravação e produção

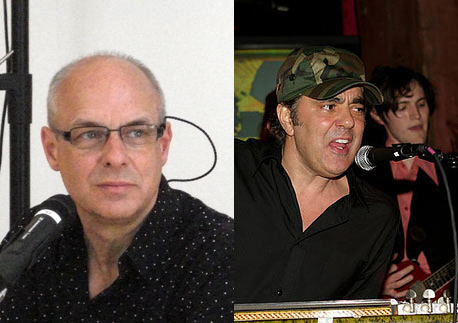
Brian Eno e Daniel Lanois produziram o álbum, a segunda vez em que trabalharam com o U2

Com base em seu sucesso com os produtores Brian Eno e Daniel Lanois em The Unforgettable Fire, o U2 queria a dupla para produzir seu novo álbum. Mullen foi animado em trabalhar com eles novamente, quando ele sentiu o par, Lanois em particular, foram os primeiros produtores da banda que "realmente (houve) um interesse na seção rítmica". Mark "Flood" Ellis, o engenheiro de áudio das sessões, marca a primeira vez que ele trabalhou com o U2. A banda ficou impressionada com seu trabalho com Nick Cave, e o amigo de Bono, Gavin Friday, recomenda Flood com base em suas experiências de trabalho conjunto, para Friday foi um membro da Virgin Prunes. A banda pediu a Flood um som que fosse "mais aberto... ambiente... com um sentido real do espaço do ambiente em que estavam", que ele pensava que era um pedido muito incomum naquela época.
Com a intenção de lançar um álbum no final de 1986, o U2 criou um estúdio em janeiro daquele ano em Danesmoate House, uma arquitetura georgiana em Rathfarnham, no sopé das Montanhas Wicklow. O plano era criar a atmosfera e a inspiração lá, bem como o uso do Slane Castle para as sessões de The Unforgettable Fire em 1984. Embora a banda gravasse principalmente embaixo, Guggi e Gavin Friday costumavam subir para as salas de pintura, e Bono regularmente se juntava a eles em viagens para Dublin para trabalhar com o artista Charlie Whisker. A sala de controle foi improvisada com máquina de fita, uma mesa de mixagem, e outros equipamentos externos foram criados na sala de jantar, com a sala adjacente usada para gravar e executar. As grandes portas que separam as casas foram substituídas por uma tela de vidro, e para manter um ambiente descontraído, uma atmosfera "não-estúdio" para as sessões, a sala de controle foi apelidada de "sala lírica" e o espaço de gravação foi chamado de "sala de música". A banda encontrou a casa para ter um ambiente muito criativo. A grande sala, com teto alto e pisos de madeira criou um "ensurdercedor" som de bateria que, embora difícil de trabalhar, foi produzido, e que finalizou no álbum terminado. Lanois disse que "era alta, mas foi um ato muito bom, real denso, muito musical. Na minha opinião, foi o mais rock n' roll sala do lote". Ele pensou que o quarto parecia melhor do que o de Slane Castle, ficando particularmente impressionado com o quarto "low mid-range... lugar de música ao vivo", uma propriedade que ele acredita que foi um fator importante no sucesso de The Joshua Tree.

"Tivemos muitas experiências na realização de The Unforgettable Fire. Tínhamos feito bastante coisas revolucionárias... Então nós sentimos, entrando em The Joshua Tree, que talvez as opções não eram uma coisa boa, que as limitações podem ser positivas. E por isso decidimos trabalhar dentro das limitações da música como ponto de partida. Nós pensávamos: vamos realmente escrever canções. Queríamos que o registro fosse menos vago e aberto, atmosférico e impressionista."

— The Edge, na faixa de abordagem para The Joshua Tree.
A banda com seu método de triagem através de fitas de compotas soundchecks, esteve trabalhando através do livro de Bono, e com gravação de jam session. Um aspecto de seus métodos de gravação, no entanto, mudou depois das sessões de The Unforgettable Fire; ao invés de gravar cada instrumento separadamente e colocando-as na mixagem, para The Joshua Tree, o U2 gravou todos, mas duas músicas "ao vivo". Os métodos de composições da banda também foram se desenvolvendo; nem todo o material estava sendo trabalhado em sessões da banda, em vez de Bono e The Edge, muitas vezes trouxe músicas básicas para o resto do grupo. Eno e Lanois intencionalmente trabalharam com a banda em tempos alternados, um produtor de uma ou duas semanas, seguido pelos outros. Eno e Lanois incentivaram o interesse em músicas mais antigas, especialmente as raízes da música americana. Mais referências conteporêneas incluíram o trabalho de guitarra textural das bandas The Smiths e My Bloody Valentine. O vocabulário musical da banda melhorou após seu álbum anterior, facilitando a comunicação e colaboração com a equipe de produção. Uma das primeiras músicas que trabalhou foi "Heartland", que se originou durante as sessões de The Unforgettable Fire e mais tarde, foi lançada no álbum da banda de 1988, Rattle and Hum. A gravação complementar das sessões no STS Studios em Dublin com o produtor Paul Barrett viu o desenvolvimento de "With or Without You" e o início de "Bullet the Blue Sky". Os arranjos de "With or Without You" e "I Still Haven't Found What I'm Looking For" foram escritos no início das sessões de Danesmoate, dando à banda confiança para experimentar.
O grupo interrompeu as sessões para se juntar a Anistia Internacional na A Conspiracy of Hope Tour em junho de 1986. Ao invés de distrair a banda, a turnê adicionou intensidade e potência extra para sua nova música e orientações extras sobre o que eles iam fazer. Para o baixista Adam Clayton, a turnê validava a "crueza de conteúdo" e suas tentativas de capturar a "frieza e a ganância da América sob Ronald Reagan". Em julho, Bono viajou com sua esposa Ali a Nicarágua e El Salvador, e viu em primeira mão o sofrimento dos camponeses agredidos por conflitos políticos e militares de intervenção dos Estados Unidos, as experiências que formaram a base das letras de "Bullet the Blue Sky" e "Mothers of the Disappeared". O grupo sofreu uma tragédia em julho, quando o assistente pessoal de Bono e roadie Greg Carroll foi morto em um acidente de motocicleta em Dublin. Morto aos 26 anos de idade, sobrecarregou a organização do U2, o que fez a banda viajar para sua terra natal na Nova Zelândia para assistir ao seu funeral maori tradicional.

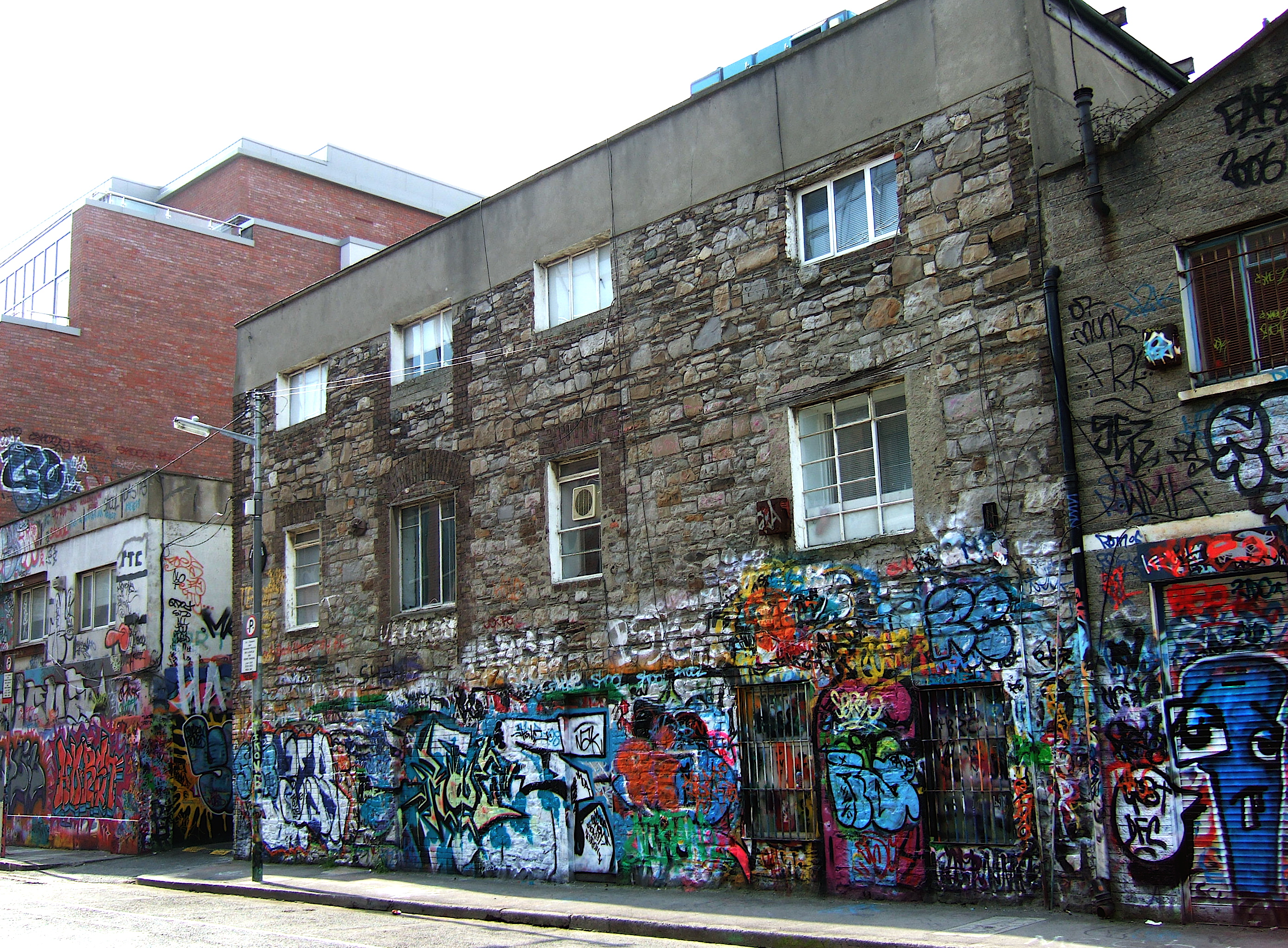
Em agosto de 1986, o U2 passou a gravação do álbum no Windmill Lane Studios (retratado em 2008)

Em 1 de agosto de 1986, a banda se reagrupou no Windmill Lane Studios em Dublin para retomar o trabalho no álbum. Continuou compondo e gravando para o resto do ano, com a banda também em Danesmoate House e a casa recém comprada de The Edge, Melbeach. "Mothers of the Disappeared" e "Bullet the Blue Sky" estavam entre as canções que o grupo fez progressos em Melbeach. Lanois disse que "a maioria dos registros foram feitos na casa de The Edge. Embora as sessões de Danesmoate fosse a espinha dorsal da tonalidade do registro — nós temos um monte de tambores feitos lá". Em Agosto, Robbie Robertson, o ex-guitarrista e o principal compositor da banda The Band, visitou Dublin para completar um álbum que Lanois estava produzindo; Robert gravou duas faixas com o U2 que aparecem em seu álbum solo de mesmo nome, Robbie Robertson.
Um surto criativo em outubro resultou em novas ideias musicais. No entanto, eles foram abandonados na sugestão de Eno para que a banda perdesse o prazo para a conclusão do álbum. A gravação de The Joshua Tree terminou em novembro de 1986. Mixes foram criados ao longo das sessões após cada canção gravada, em palavras de Lanois, ter "instantâneos ao longo do caminho ... porque às vezes você vai longe demais". The Edge explicou que o arranjo e produção de cada música foram abordados individualmente e que, enquanto houve uma forte orientação uniforme, que estavam dispostos a "sacrificar alguma continuidade para obter a recompensa de seguir cada música a uma conclusão". As últimas semanas foram uma corrida frenética para terminar, com a equipe da banda e toda o esgotamento sofrido pela produção. Lanois e o produtor Patrick McCarthy mixaram músicas em Melbeach em uma mesa de mixagem AMEK 2500, quando, sem console de automação, eles precisavam de três pessoas para operar o console. Eno e Flood tinha envolvimento mínimo com as mixagens finais. No final de dezembro, o grupo contratou Steve Lillywhite, produtor de seus três primeiros álbuns, para remixar os singles em potencial. Sua tarefa era fazer com que suas canções fossem atraídas pelos comerciais de rádio, e sua presença de última hora e as mudanças causaram descontentamento entre a equipe de produção, incluindo Eno e Lanois. Lillywhite remixou em uma mesa SSL sendo prorrogado para o outro ano.
Após a conclusão do próprio álbum, o U2 voltou ao estúdio em janeiro de 1987 para completar o novo material que foi arquivado em outubro. Estas faixas, que incluem "Walk to the Water", "Luminous Times (Hold on to Love)", e "Spanish Eyes", foram concluídos como b-sides de singles planejados. A canção "Sweetest Thing" foi deixada fora do álbum como b-side, já que a banda sentiu que era incompleta e não iria se encaixar com as outras músicas. A banda mais tarde lamentou não ter sido concluída para o álbum. A faixa foi regravada como um single da banda para a coletânea musical de 1998, The Best of 1980-1990. A banda considerou The Joshua Tree como um álbum-duplo, que teria incluído os b-sides. Bono foi o defensor mais vocal da ideia, considerando que The Edge defendeu a versão de 11 faixas que foi finalmente lançada. A banda concordou que uma faixa, "Birdland", foi demasiado forte para um b-side e segurou-a para um lançamento futuro de um álbum. Em 2007, uma versão regravada da música, renomeada de "Wave of Sorrow (Birdland)", foi incluída na 20ª edição de aniversário do álbum.
No final de The Joshua Tree, Bono disse que ele estava "tão satisfeito com o registro de como eu posso nunca estar satisfeito com um registro". Embora ele tenha sido "muito raramente satisfeito" com seus álbuns terminados a esse ponto, ele achava que o novo registro foi o mais completo desde a sua primeira vez. Clayton comprou a Danesmoate House em 1987, e mantém sua casa em Dublin.

## Composição

### Música
A banda é creditada a compor todas as músicas de The Joshua Tree. O som do grupo no álbum chama as raízes musicais americana e irlandesa em maior grau do que nos álbuns anteriores, seguindo o conselho e influência de Bob Dylan, Van Morrison e Keith Richards. "I Still Haven't Found What I'm Looking For" tem influências de um gospel muito forte, com um canto de dúvida espiritual de Bono em uma parte superior a um registro vocal; Eno, Lanois e The Edge fornecem um coro, como no backing vocal (vocal de apoio). A lenta balada ao piano na canção "Running to Stand Still" apresenta traços da música popular e blues acústico no slide da faixa no violão e na gaita. "Trip Through Your Wires", outra canção em que Bono toca a gaita, foi descrita por Niall Stokes como uma "brincadeira e traquinagem".
The Edge tocando guitarra em The Joshua Tree demonstra que veio a ser a marca de seu som. Seu estilo minimalista contrasta fortemente com a ênfase no virtuosismo e velocidade durante o heavy metal na década de 1980. The Edge visualiza as notas musicais como "custosas", preferindo tocar como algumas delas no possível e se concentrar em partes mais simples que servem os sentimentos das canções. Grande parte desta foi conseguida com um efeito delay, contribuindo para um repique, som carregado de eco. Por exemplo, o riff na introdução da faixa de abertura, "Where the Streets Have No Name", é uma repetição de seis notas de arpejo, com atraso usado para repetir notas. Os riffs de "I Still Haven't Found What I'm Looking For" e "With or Without You", também destaque com uso de atraso, Bono compara com o gancho de guitarra da música antiga com "sinos cromo".
The Edge continuou usando a guitarra ambiente jogando técnicas de jogo que ele tinha utilizado pela primeira vez em The Unforgettable Fire; em "With or Without You", ele usou um protótipo da guitarra infinite para adicionar camadas de sustentação nas notas, uma abordagem que ele assumiu pela primeira vez em seu álbum solo de 1986, Captive. Em outras canções, tocando sua guitarra com mais agressividade; "Exit" foi descrito por Colin Hogg como "decididamente assustador... guitarra conduzida na barragem", enquanto que Andrew Mueller disse que a guitarra soada de "Bullet the Blue Sky" lembra aviões de caça. The Edge desenvolveu um rigoroso áudio feedback por parte da guitarra cobrado por esta última canção na instrução de Bono para "colocar El Salvador por meio de um amplificador de guitarra", depois que Bono retornou com raiva de uma visita à devastação na guerra em El Salvador. Bono também contribuiu para a composição na guitarra; a melodia da guitarra espanhola em "Mothers of the Disappeared" originou-se de uma canção que ele compôs na Etiópia para ensinar as crianças sobre higiene básica.
Bem como os registros anteriores, Bono apresenta um expressivo vocal, que muitos críticos classificaram como "apaixonado". A revista Spin constatou que a exploração da música de raiz do grupo resultou em grande expansão do estilo de Bono, dizendo que ele "comanda os sussurros no intervalo, as mensagens cheias de maneirismos blues". Bono atribuiu essa maturação para "se soltando" e "descobrindo outras vozes", e empregando mais de uma retenção no seu canto. Sua voz tornou-se, nas palavras de Thom Duffy, mais "dinâmica" do que tinha sido nos álbuns anteriores. Em "Where the Streets Have No Name", sua voz varia muito em seu timbre (como o escritor Mark Butler descreve, "ele suspira, geme, ele grunhe, ele exala um sinal acústico, ele permite que sua voz estale") e por seu tempo de uso no rubato para recompensar um pouco as notas cantadas na batida. Para o autor Susan Fast, "With or Without You" marca a primeira vez em que ele "expandiu seu alcance vocal para baixo, de forma apreciável".

### Letra

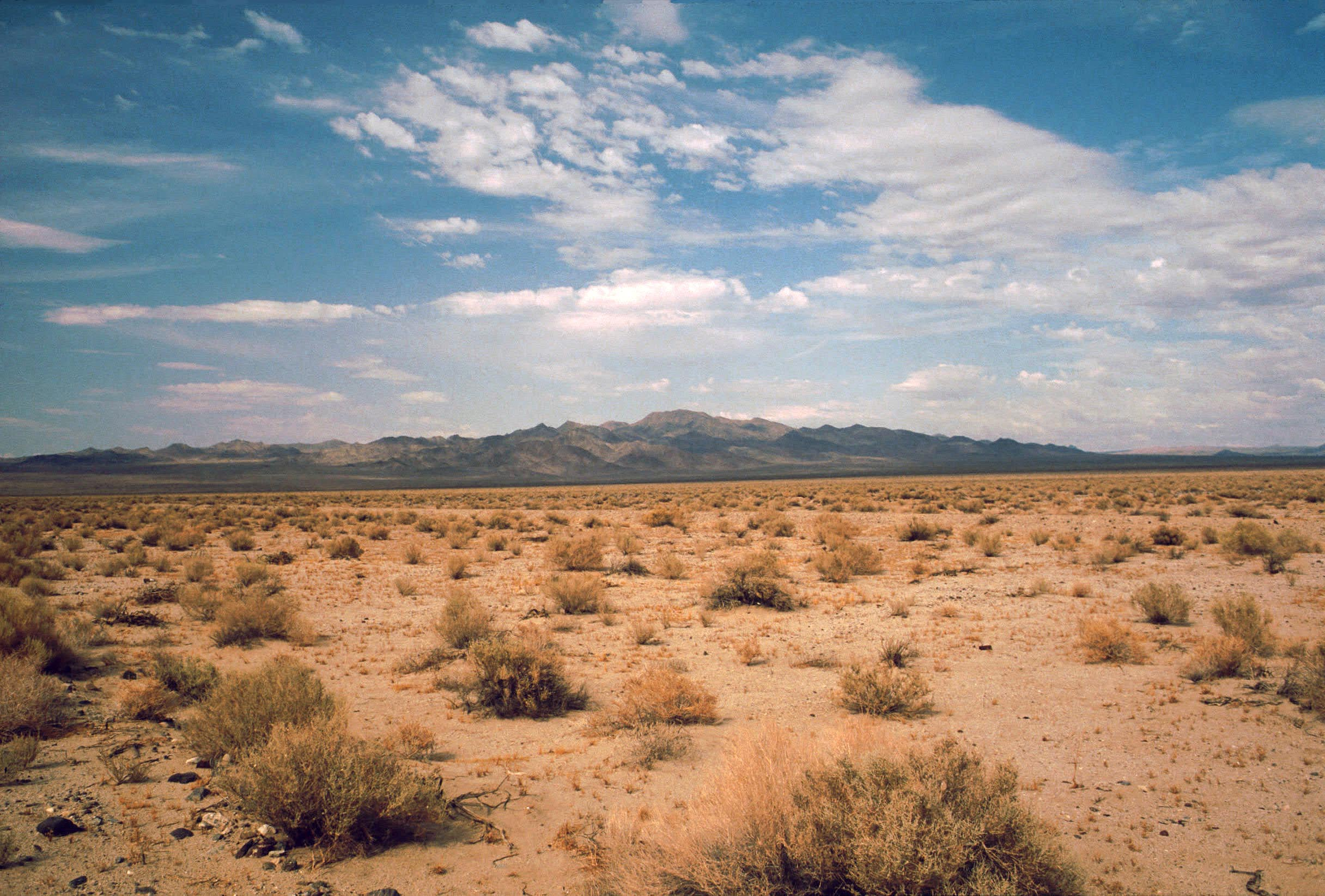
A imagem mental de um deserto americano foi uma inspiração para o grupo durante o lançamento do álbum

Bono é creditado como o único compositor do álbum. Tematicamente, o álbum contrapõe antipatia pelos Estados Unidos contra a profunda fascinação da banda com o país, seus espaços abertos, liberdades, e ideais. A raiva é particularmente dirigida à percepção da ganância da administração de Ronald Reagan e sua política externa na América Central. Bono disse: "Eu comecei a ver duas Américas, a América mítica e a América real", daí, o título do álbum de trabalho, The Two Americas (As Duas Américas). A banda queria uma música com um senso de localização e de uma qualidade "cinematográfica", e por consequência se as imagens do álbum criado por escritores americanos cujas obras a banda interpretasse. Tendo feito um tour extensivo pelos Estados Unidos no passado, o grupo foi inspirado pela geografia do país. Como tal deserto, chuva, poeira e água aparecem como motivos líricos para o registro. Em muitos casos, o deserto é usado como uma metáfora para a "seca espiritual". Uma faixa que representa principalmente os temas é a canção "In God's Country", que os críticos interpretaram como abordagem do papel da América como a "terra prometida". Clayton explicou o impacto das imagens do deserto: "O deserto foi extremamente inspirador para nós como imagem mental para este registro. A maioria das pessoas tomariam o valor do deserto de cara, e acho que é algum tipo de lugar inóspito, que naturalmente, é verdade. Mas no plano direito da mente, é também uma imagem muito positiva, porque você realmente pode fazer alguma coisa com tela em branco, que é efetivamente o que o deserto é".

"Eu amo estar lá, eu amo a América, eu amo o sentimento de espaços abertos, eu amo os desertos, eu amo as cadeias montanhosas, eu ainda amo as cidades. Assim, tendo caído no amor com a América ao longo dos anos que nós estivemos lá em turnê, eu tive então que a 'lidar com' a América e do jeito que estava me afetando, porque a América está a produzir tal efeito sobre o mundo no momento. Neste disco eu tinha que lidar com isso no plano político pela primeira vez, de uma maneira sutíl".

— Bono, sobre a inspiração temática do álbum.
Políticos e as preocupações sociais foram a base para várias faixas. Bono escreveu a letra de "Bullet the Blue Sky" depois de visitar El Salvador e testemunhar como a intervenção militar norte-americana na guerra civíl do país veio a ferir o povo local. Esta viagem também inspirou "Mothers of the Disappeared", depois que Bono se reuniu com os membros do COMADRES — as Mães dos Desaparecidos — um grupo de mulheres cujos filhos foram mortos ou "desapareceram" nas mãos do governo durante a guerra em El Salvador. A greve dos mineiros do Reino Unido de 1984 inspirou a letra de "Red Hill Mining Town", que Bono escreveu a partir da perspectiva de um casal afetado pela greve. A história de um casal afetado pela heroína, foi a base para "Running to Stand Still", que Bono definiu em um Ballymun Flats (apartamento) em Dublin. Para "Where the Streets Have No Name", ele escreveu a letra em resposta à ideia de que, em Belfast, a religião de uma pessoa e renda pode ser reduzido a partir do arruamento onde vivem. "Exit" retrata um assassino psicótico, embora Clayton sugira que a linha "So hands that build Can also pull down" ("Então, mãos que constroem também podem destruir") seja também uma sátira ao conflito nas relações internacionais do governos dos Estados Unidos.
Bono descreveu 1986 como "um ano extremamente ruim" para ele, o que se refletiu nas letras. Seu casamento estava sob pressão, em parte devido ao período de longa gestão do álbum. A banda foi criticada pela imprensa irlandesa pela sua participação no concerto beneficente Self Aid, e seu assistente pessoal, Greg Carroll foi morto em um acidente de moto em Dublin. Bono disse: "É por isso que o deserto me atraiu como uma imagem. Esse ano foi realmente um deserto para nós". "With or Without You" foi descrita quando ele estava lutando para conciliar o seu desejo de viajar como músico com suas responsabilidades domésticas. "One Tree Hill", nomeada após o pico vulcânico na terra natal de Carroll, na Nova Zelândia, Bono descreve como se sentiu no funeral de Carroll. O álbum é dedicado à sua memória.
A fé religiosa do grupo foi uma fonte de inspiração para muitas letras. Em "I Still Haven't Found What I'm Looking For", Bono afirma sua fé, mas com sinais de dúvida espiritual ("I believe in Kingdom Come"... "But I still haven't found what I'm looking for"/"Eu acredito na vinda do Reino"... "Mas eu ainda não encontrei o que estou procurando"). Alguns críticos supôem que o local que Bono está se referindo em "Where the Streets Have No Name" é o Céu. Essas duas músicas foram apontadas por críticos como prova de que a banda estava em uma "busca espiritual". Vários críticos interpretam "With or Without You" em ambos os modos, romântico e espiritual. Referências bíblicas são feitas em outras músicas como "Bullet the Blue Sky" ("Jacob wrestled the angel"/"Jacó lutou contra o anjo", as imagens de fogo e enxofre) e "In God's Country" ("I stand with the sons of Cain"/Eu estou com os filhos de Caim"). Thom Duffy interpretou o álbum como uma exploração da "incerteza e a dor de uma peregrinação espiritual através de um mundo sombrio e áspero".

## Embalagem e título

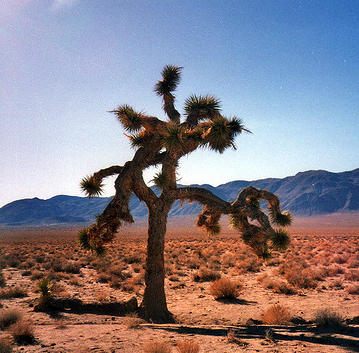
A árvore de Josué, que foi apresentada ao longo da arte do álbum, está localizada no Deserto de Mojave

A capa do álbum foi desenhada por Steve Averill, e a banda desenvolveu a ideia a partir do registro de "imagens e localização cinematográfica" no deserto. O conceito inicial para a capa foi para representar o deserto, onde conheceu a civilização, e, por conseguinte, um dos títulos provisórios para o álbum foi The Desert Songs (As Canções do Deserto). Eles pediram a seu fotógrafo Anton Corbijn a procurar locais nos Estados Unidos que iria capturar este. De 14 a 16 de dezembro de 1986, a banda viajou com Corbijn e Averill em um ônibus ao redor do deserto de Mojave na Califórnia, para uma sessão de fotos de três dias. O grupo permaneceu em pequenos hotéis e um tiro na paisagem do deserto, começando na cidade fantasma em Bodie antes de se mudar para locais como Zabriskie Point e em outros sítios do Vale da Morte. Para as filmagens, Corbijn alugou uma câmera panorâmica para captar mais de paisagens do deserto, mas sem qualquer experiência anterior com a câmera, ele não estava familiarizado com a forma de centrar-se. Isto o levou a focalização no fundo e deixando a banda um pouco fora de foco. Corbijn disse: "Felizmente não havia muita luz". Mais tarde, ele contou que a ideia principal das filmagens foi justapor "o homem e o meio ambiente, os irlandeses na América".
Na noite após os primeiro dias de filmagens, Corbijn disse a banda sobre a árvore de Josué (Yucca brevifolia), uma planta resistente e retorcida nos desertos do sudoeste americano, o que o fez sugerir a sua utilização na capa. Bono consultou a bíblia e teve o prazer de descobrir o significado religioso da planta; os primeiros colonos, de acordo com a lenda de Mórmon, deram o nome à planta após o Antigo Testamento do profeta Josué, com ramos alongados lembrando-lhes da árvore de Josué, erguendo as mãos em oração. No da seguinte, Bono declarou que o álbum deveria ser intitulado como The Joshua Tree. Naquele mesmo dia, enquanto dirigia na rota 190, na Califórnia, eles avistaram um pé de árvore sozinha no deserto, visto que esta planta é geralmente encontrada em grupos. Corbijn tinha esperança de encontrar uma única árvore, pois ele pensava que poderia resultar em melhores fotografias do que a banda se estar em meio a várias árvores. Eles pararam o ônibus e fotografaram com a planta isolada por cerca de 20 minutos, algo que The Edge o chamou de "bastante espontâneo". Apesar da filmagem no deserto, o grupo estava em um tempo frio. Bono explicou, "estávamos congelando e tivemos que vestir nossos casacos, de modo que seria pelo menos, um 'look' como um deserto. Essa é uma das razões por que aparece ser tão sombrio". O último dia de filmagem foi gasto em cobertas de neve na cidade fantasma, para o desgosto de Bono.

"Estou muito orgulhoso das fotos, eu estou feliz por fazer parte deles. Mas eu acho que as pessoas sentiram que levamos muito a sério. Foi definitivamente o mais sério, eu acho, que você pode fotografar uma banda. Você não conseguiria ir mais abaixo desta linha, a menos que você começasse a fotografar túmulos."

— Anton Corbijn, sobre o tom sério das imagens da capa.
A ideia original de Corbijn para a capa era ter uma foto da árvore de Josué na frente, com a banda em uma continuação da parte de trás da fotografia. Em última análise, foram utilizadas fotografias separadas para cada lado da capa; uma imagem do grupo Zabriskie Point foi colocado na frente, enquanto que a imagem deles com a árvore aparece no verso. A Rolling Stone acredita que o título e as imagens da árvore na capa, convém de um álbum preocupado com a "resistência em face de desolação social e política absoluta". Em 1991, a Rolling Stone listou o álbum na posição 97 em sua lista das "100 Melhores Capas de Álbuns de Todos os Tempos". A árvore fotografada para a capa caiu por volta de 2000, mas o site continua a ser uma atração popular para os fãs do U2 para homenagear o grupo. Uma pessoa insere uma placa para a leitura do solo, "Have you found what you're looking for?" ("Você encontrou o que estava procurando?"), em referência à canção do álbum, "I Still Haven't Found What I'm Looking For".

## Lançamento
Pouco antes do lançamento de The Joshua Tree, Bono sofreu de um pânico inesperado, visto que o álbum completo não era o suficiente. Ele contemplou chamando as plantas de produção por encomenda, visando um jeito de pressionar o registro. A Island Records gastou mais de $100 mil em exposições em lojas, anunciando o álbum; o presidente Lou Maglia o chamou de "o esforço de merchandising mais completo já montado". The Joshua Tree foi lançado em 9 de março de 1987, a primeira nova versão a ser disponibilizada em disco compacto, disco de vinil e fita cassete, tudo na mesma data. As vendas nas lojas de discos na Grã-Bretanha e da Irlanda tiveram início à meia-noite, para acomodar a grande quantidade de fãs que estavam na fila para comprar o álbum.

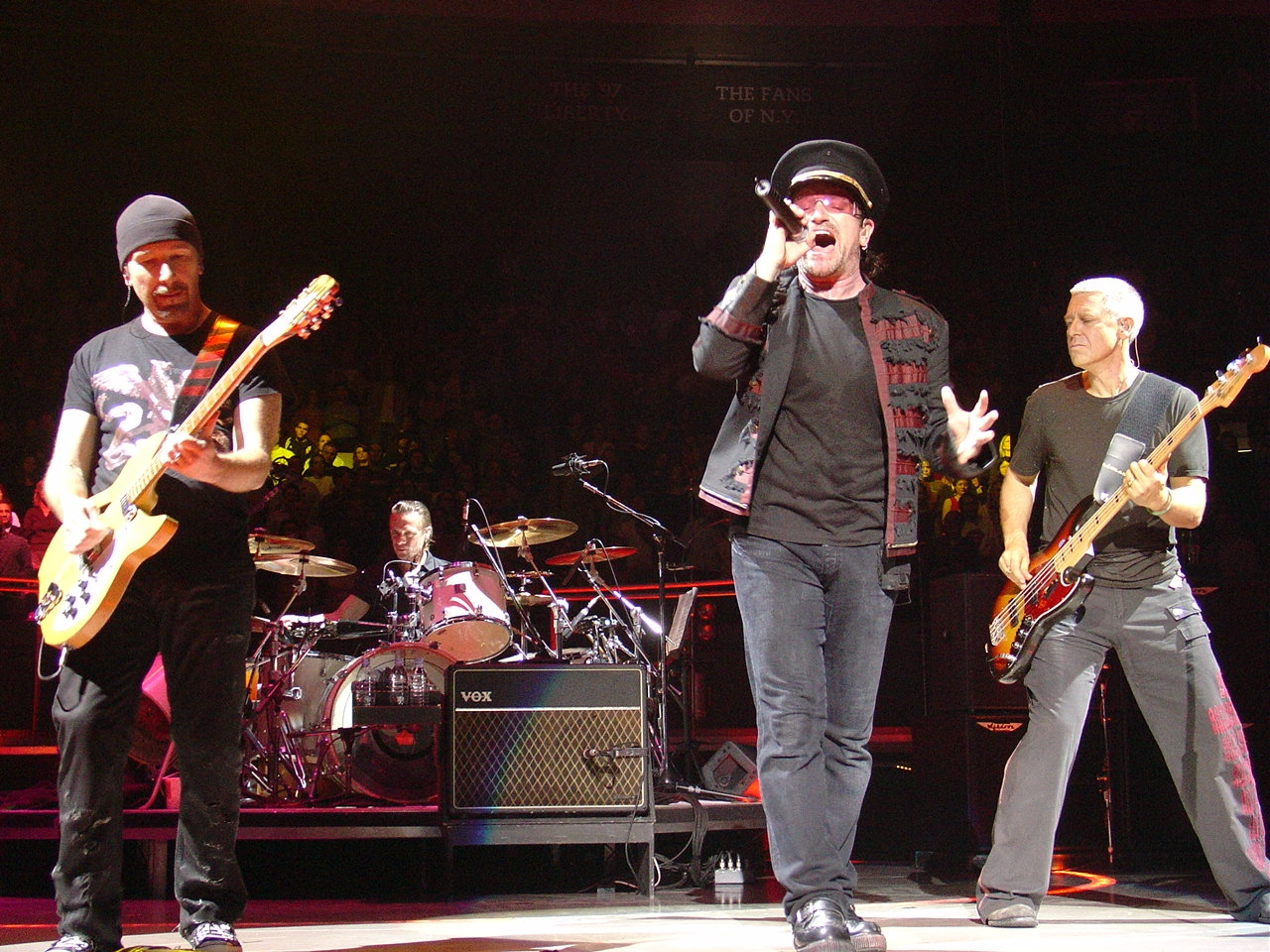
O sucesso de The Joshua Tree feito pela banda (na foto em 2005), o fizeram virar uma das maiores bandas de rock da atualidade

The Joshua Tree tornou-se na época, o álbum mais vendido em curto prazo na história britânica, vendendo mais de 300.000 exemplares em apenas 2 dias. Em 21 de março de 1987, ele estreou no UK Albums Chart na #1 posição, passando duas semanas na primeira posição, e manteve-se nas paradas por 163 semanas. Nos Estados Unidos, nas paradas da Billboard 200, o álbum estreou em 4 de abril de 1987, na #7 posição, a maior estreia de um álbum de estúdio nos Estados Unidos em quase sete anos. Dentro de três semanas, ele liderou as paradas, onde permaneceu durante 9 semanas consecutivas. O álbum passou um total de 101 semanas na Billboard Top Pop Albums, 35 deles no top 10. Em 13 de maio de 1987, a Recording Industry Association of America (R.I.A.A.) certificou o álbum com 3x platinas. Todos os álbuns anteriores do grupo reentraram nas paradas da Billboard Top Pop Albums em 1987. No Canadá, o álbum estreou na posição #51 nas paradas da RPM Top 100 Albums em 21 de março de 1987, e subiu para a #1 posição em apenas duas semanas. Dentro de 14 dias de lançamento, vendeu 300.000 unidades no Canadá e foi certificado com 3x platina. The Joshua Tree liderou as paradas de álbuns em 19 outros países, incluindo a Áustria, Suíça, Nova Zelândia e Suécia. A Rolling Stone declarou que o aumento da estatura do álbum do U2 passou de "heróis para superstars". Foi o primeiro álbum de um artista a vender 1 milhão de cópias em CDs nos Estados Unidos. O U2 se tornou a quarta banda de rock a ser destaque na capa da revista Time (seguida pelos Beatles, The Band e The Who), que declarou que a banda foi o "Rock's Hottest Ticket".
"With or Without You" foi lançada como single em março de 1987, com b-sides como "Luminous Times (Hold on to Love)" e "Walk to the Water". O single rapidamente alcançou a Billboard Hot 100, tornando-se o primeiro hit da banda de número um nos Estados Unidos. A canção chegou ao topo das paradas do Canadá, enquanto alcançava a #4 posição no Reino Unido e de número #2 na Holanda. Originalmente, a banda tinha planejado lançar "Red Hill Mining Town" como segundo single. Entretanto, o grupo estava insatisfeito com o videoclipe filmado por Neil Jordan, sendo que, Bono e Mullen, tinham dificuldade para realizar as músicas durante os ensaios. Finalmente, o grupo cancelou o single. Em vez disso, "I Still Haven't Found What I'm Looking For" foi escolhida como o segundo single, e foi lançada em maio de 1987, com as canções "Spanish Eyes" e "Deep in the Heart", servindo-lhes como b-sides. Como seu antecessor, liderou o Hot 100, dando consecutivos singles em primeira posição nos EUA. O single chegou a #6 posição no Reino Unido, Canadá, e Holanda. Em maio, as vendas do álbum ultrapassaram 7 milhões de cópias em todo o mundo.
"Where the Streets Have No Name" foi lançada em agosto como o terceiro single, com "Sweetest Thing", "Silver and Gold", e "Race Against Time" como b-sides. O single alcançou a posição de número #1 nas paradas do Holanda, na #4 posição no UK Singles Chart, e de número #13 nos EUA. Os três primeiros singles do álbum estiveram no topo das paradas do Irish Charts, estando dentro do top 20 das paradas de singles no Reino Unido, nos EUA, Canadá, Nova Zelândia, e Holanda. "One Tree Hill", foi lançada como quarto single na Austrália e Nova Zelândia em novembro de 1987, sido escrito por Carroll em sua terra natal (Nova Zelândia), que chegou na #1 posição em seu país de origem. "In God's Country" foi lançada em 19 de novembro de 1987, como quarto single do álbum, entretanto, exclusivamente na América do Norte, atingindo a #44 posição no Hot 100. Até o final de 1988, The Joshua Tree tinha vendido mais de 14 milhões de cópias em todo o mundo.
Em 1996, a "Mobile Fidelity Sound Lab" remasterizou o álbum e lançou-a como um CD de ouro especial. Esta edição corrigiu a parte incorreta da canção entre "One Tree Hill" e "Exit", que afetou alguns lançamentos do CD; o silêncio do coda concluiu que "One Tree Hill" já havia sido incluído na mesma faixa que "Exit".

## Recepção e crítica
| Críticas profissionais | Críticas profissionais |
| Avaliações da crítica  | Avaliações da crítica  |
| Fonte                  | Avaliação              |
| ---------------------- | ---------------------- |
| Allmusic               | [ 97 ]                 |
| The Austin Chronicle   | [ 98 ]                 |
| Chicago Sun-Times      | [ 99 ]                 |
| Robert Christgau       | (B)                    |
| Houston Chronicle      | [ 101 ]                |
| New Zealand Herald     | [ 34 ]                 |
| NME                    | (8/10) (2007)          |
| Orlando Sentinel       | [ 42 ]                 |
| Q                      | [ 103 ]                |
| Rolling Stone          | (2007)                 |

The Joshua Tree recebeu críticas positivas quase que universalmente, o melhor de sua carreira a esse ponto. A Rolling Stone escreveu: "Para uma banda que sempre se especializou em inspirações, em grandes gestos na vida — uma banda determinada a ser importante — The Joshua Tree poderia ser um dos grandes, e isso é precisamente o que parece ser". A crítica do som do álbum é como "o casamento de diversas texturas de The Unforgettable Fire para canções totalmente formadas, muitas delas tão agressivas como as do sucesso de War". Steve Morse, do The Boston Globe, ecoou estes sentimentos em sua opinião, afirmando: "É mais um relatório de progresso espiritual, conseguindo envolver na música um equilíbrio saudável entre a exuberância de seu último álbum de 1984, The Unforgettable Fire, e o exaltado rock de seus primeiros anos de carreira." Morse chamou-lhe de "o trabalho mais difícil até agora" e também de "o disco de rock mais gratificante do ano novo". A revista Q deu ao álbum uma classificação de 5 estrelas, lembrando que "a sua reinvenção da arena rock soa tão apaixonada como sempre" e que o álbum atinge "uma mistura bem equilibrada de intimidade e poder". A NME elogiou o álbum como "um melhor e mais corajoso registro já feito do que qualquer outro que aparecesse em 1987... É o som que fazem as pessoas tentarem, que ainda procuram...". Em uma classificação de 5 estrelas, Thom Duffy do Orlando Sentinel disse que as canções têm "poder exultante" e que, "o The Joshua Tree se destacou ainda mais em contraste com o seu ambiente musical estéril nas rádios de rock". Ele elogiou a musicalidade dos integrantes do grupo, chamando a voz de Bono de "dolorosa", a seção rítmica de Clayton e Mullen de "afiadas/nítidas", e a guitarra que The Edge tocava, "de maneira alguma... melhor".
A New Zealand Herald deu ao álbum uma clasificação de 5 estrelas, chamando-lhe de "a maior coleção de canções convincentes, ainda de uma banda que reduziu sua carreira com paixão, cortes empolgantes". O jornal considerou que o poder do registro está na sua concentração, e que há uma base, praticamente de todas as 11 canções. Na capa da revista Time, em uma história sobre o U2, Jay Cocks disse que era o melhor álbum da banda desde então, comentando que teve uma grande profundidade comercial e temática. A revista Spin afirmou que The Joshua Tree foi o primeiro álbum de sucesso em um contexto geral, porque finalmente se livra de uma abordagem sedutora, porém, limitando o cântico e o zumbido do material anterior. A crítica declarou: "Não há música ruim no disco" e que "cada uma tem seu encaixe".

## Faixas
- Todas as canções escritas e compostas pelo U2, com letras de Bono.

| N.º | Título                                       | Duração |  |
| 1.  | "Where the Streets Have No Name"             | 5:38    |  |
| 2.  | "I Still Haven't Found What I'm Looking For" | 4:38    |  |
| 3.  | "With or Without You"                        | 4:56    |  |
| 4.  | "Bullet the Blue Sky"                        | 4:32    |  |
| 5.  | "Running to Stand Still"                     | 4:18    |  |
| 6.  | "Red Hill Mining Town"                       | 4:54    |  |
| 7.  | "In God's Country"                           | 2:57    |  |
| 8.  | "Trip Through Your Wires"                    | 3:33    |  |
| 9.  | "One Tree Hill"                              | 5:23    |  |
| 10. | "Exit"                                       | 4:13    |  |
| 11. | "Mothers of the Disappeared"                 | 5:12    |  |

## Edição Remasterizada
Em 20 de novembro de 2007, uma edição de aniversário de 20 anos de "The Joshua Tree" foi lançada, O álbum foi remasterizado, sob a direção de The Edge.
| “ | "Houve a procura contínua de fãs do U2 para que "The Joshua Tree" fosse devidamente remasterizado. Como sempre a banda teve que se certificar de que estava certa, e agora é. Dois dos formatos remasterizados incluem um CD bônus que contém b-sides e raridades ou demos de "The Joshua Tree". Alguns formatos incluem notas do novo forro da banda, a equipe de produção, Anton Corbijn e Bill Flanagan. Em uma revisão favorável contrária do álbum remasterizado, Andrew Mueller da revista Uncut, disse que 'qualquer ouvinte casual pode perceber diferença significativa o remasterizado e o original, precisaria sair mais". | ” |

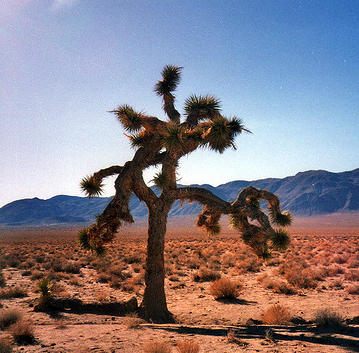
Árvore de Josué, que foi apresentada em fotografias, como logotipo da arte do álbum

O álbum possui quatro formatos diferentes:
1. Formato CD: Álbum remasterizado em CD.
2. Formato Deluxe: Álbum remasterizado em CD, Cd bônus, e um livreto de 36 páginas.
3. Edição Box-set: Álbum remasterizado em CD, CD bônus, com um DVD bônus de concertos do "The Joshua Tree" e outros vídeos, impressões fotográficas, e um livro de capa dura com 56 páginas.
4. Edição em Viníl Duplo: Álbum remasterizado em dois. Inclui um livreto de 16 páginas.

### CD bônus[110]
| N.º | Título                                                | Produzido por                                                 | Duração |  |
| 1.  | "Luminous Times (Hold on to Love)"                    | b-side do single "With or Without You"                        | 4:35    |  |
| 2.  | "Walk to the Water"                                   | b-side do single "With or Without You"                        | 4:49    |  |
| 3.  | "Spanish Eyes"                                        | b-side do single "I Still Haven't Found What I'm Looking For" | 3:16    |  |
| 4.  | "Deep in the Heart"                                   | b-side do single "I Still Haven't Found What I'm Looking For" | 4:31    |  |
| 5.  | "Silver and Gold"                                     | b-side do single "Where the Streets Have No Name"             | 4:38    |  |
| 6.  | "Sweetest Thing"                                      | b-side do single "Where the Streets Have No Name"             | 3:05    |  |
| 7.  | "Race Against Time"                                   | b-side do single "Where the Streets Have No Name"             | 4:03    |  |
| 8.  | "Where the Streets Have No Name" (Single Edit)        | a-side do single "Where the Streets Have No Name"             | 4:50    |  |
| 9.  | "Silver and Gold" (Sun City)                          | Álbum Sun City                                                | 4:43    |  |
| 10. | "Beautiful Ghost/Introduction to Songs of Experience" | Compilações de Unreleased & Rare e The Complete U2            | 3:56    |  |
| 11. | "Wave of Sorrow (Birdland)"                           | Sessões de The Joshua Tree, reescrito e regravado em 2007     | 4:06    |  |
| 12. | "Desert of Our Love"                                  | Demo das Sessões de The Joshua Tree                           | 4:59    |  |
| 13. | "Rise Up"                                             | Demo das Sessões de The Joshua Tree                           | 4:08    |  |
| 14. | "Drunk Chicken / America"                             | Demo das Sessões de The Joshua Tree                           | 1:31    |  |

### DVD bônus[110]
- Live from Paris - Vídeo do show ao vivo gravado no "Hippodrome" em Paris na França, em 4 de Julho de 1987.
- Outside It's America - Um documentário de 50 minutos sobre o "Joshua Tree Tour".
- "With or Without You" - Vídeo da canção (Alternative Version).
- "Red Hill Mining Town" - Videoclipe, dirigido por Neil Jordan.
- Easter Egg - Em 18 de Novembro de 1987, o U2 fez uma paródia em Los Angeles com a banda-trio country "The Dalton Brothers".

## Paradas e posições
| País                     | Posição | Certificado |
| ------------------------ | ------- | ----------- |
| ARIA Chart               | 1       | 5× Platina  |
| Austrian Albums Chart    | 1       | 3× Ouro     |
| Canadian RPM 100 Albums  | 1       | Diamante    |
| Dutch Mega Album Top 100 | 1       | Platina     |
| Finnish Albums Chart     | -       | Ouro        |
| SNEP                     | 1       | 2× Platina  |
| Media Control Charts     | 1       | 2× Platina  |
| Swiss Charts             | 1       | -           |
| UK Albums Chart          | 1       | 6× Platina  |
| Billboard 200            | 1       | Diamante    |

| Ano  | Canção                                       | Posição | Posição | Posição | Posição | Posição | Posição | Posição |
| Ano  | Canção                                       | IRE     | CAN     | NL      | NZ      | UK      | US      |         |
| ---- | -------------------------------------------- | ------- | ------- | ------- | ------- | ------- | ------- | ------- |
| 1987 | "With or Without You"                        | 1       | 1       | 2       | 5       | 4       | 1       |         |
| 1987 | "I Still Haven't Found What I'm Looking For" | 1       | 6       | 6       | 2       | 6       | 1       |         |
| 1987 | "Where the Streets Have No Name"             | 1       | 11      | 7       | 1       | 4       | 13      |         |
| 1987 | "Exit"                                       | -       | -       | 6       | -       | -       | -       |         |
| 1987 | "In God's Country"                           | -       | -       | -       | -       | 48      | 44      |         |
| 1988 | "In God's Country"                           | -       | 25      | -       | -       | -       | -       |         |
| 1988 | "One Tree Hill"                              | -       | -       | -       | 1       | -       | -       |         |